# Cedron (přítok Jizerky)
Cedron je levostranný přítok Jizerky v okrese Semily v Libereckém kraji. Plocha povodí činí 10,37 km². Název je podle biblického potoka Cedron v Jeruzalémě.

## Průběh toku
Potok pramení na západním úbočí hory Přední Žalý (1018 m n. m.) v nadmořské výšce 838 m. Dále potok teče údolím směrem na jihozápad k Mrklovu, kde se stáčí směrem na západ. U bývalého prakovického mlýna přijímá zprava bezejmenný tok a stáčí se směrem na jih. Pod zříceninou hradu Dolní Štěpanice se stáčí směrem na západ. V Dolních Štěpanicích potok teče jihozápadním směrem, přijímá zleva bezejmenný potok a u křižovatky silnice II/286 a místní komunikace se Cedron vlévá zleva do Jizerky v nadmořské výšce 435 m.

## Vodní mlýny
Na Cedronu stálo několik vodních mlýnů, ze kterých v současné době není funkční ani jeden. Jednalo se o
- Panský mlýn (dnešní Delfi)
- mlýn Na Skále (čp. 53)
- Hanušův mlýn (čp. 56)
- Havlíčkův mlýn (čp. 80)
- Šírův (nebo Prakovický) mlýn (čp. 76)
- Erlebachův mlýn (čp. 51)